# Aulagromyza loniceroides
Aulagromyza loniceroides är en tvåvingeart som beskrevs av Spencer 1987. Aulagromyza loniceroides ingår i släktet Aulagromyza och familjen minerarflugor.
Artens utbredningsområde är Pakistan. Inga underarter finns listade i Catalogue of Life.